# Euphorbia letestuana
Euphorbia letestuana es una especie fanerógama perteneciente a la familia de las euforbiáceas. Es endémica de la República Centroafricana.

## Descripción
Es una planta perenne con raíz tuberosa; tallos 1-2, anuales o estacionales, erectos y cilíndricos de  2-3 cm de longitud; hojas 4-8, coriáceas, lanceoladas o oblanceoladas, mucronadas.

## Ecología
Se encuentra entre las piedras, en la húmeda sabana cubierta con Gramineae y pequeños árboles; a una altitud de 100-712 metros.

## Taxonomía
Euphorbia letestuana fue descrita por (Denis) Bruyns y publicado en Taxon 55: 413. 2006.
Etimología
Euphorbia: nombre genérico que deriva del médico griego del rey Juba II de Mauritania (52 a 50 a. C. - 23), Euphorbus, en su honor – o en alusión a su gran vientre –  ya que usaba médicamente Euphorbia resinifera. En 1753 Carlos Linneo asignó el nombre a todo el género.
letestuana: epíteto
Sinonimia
- Monadenium letestuanum Denis
- Monadenium letestuanum var. rotundifolium P.R.O.Bally	[5]